# Marco Vistalli
Marco Vistalli (né le 3 octobre 1987 à Alzano Lombardo) est un athlète italien spécialiste du 400 mètres. 

## Carrière
En 2011, lors des Championnats d’Europe par équipes, il prend la 3e place sur 400 mètres en 45 s 99, derrière le Russe Maksim Dyldin (45 s 82) et l'Allemand Thomas Schneider (45 s 98). Le 14 juin 2012, à Velenje, il court en 45 s 70, ce qui le qualifie pour l'épreuve du 400 m des Championnats d'Europe d'athlétisme 2012 à Helsinki, où il marche après le départ de l'épreuve en plus de quatre minutes, terminant ainsi huitième.

### Palmarès
| Année | Compétition                       | Lieu      | Résultat | Épreuve   | Performance   |
| ----- | --------------------------------- | --------- | -------- | --------- | ------------- |
| 2009  | Championnats d’Europe espoirs     | Kaunas    | 2e       | 4 × 400 m | 3 min 03 s 79 |
| 2010  | Championnats d’Europe             | Barcelone | 8e       | 4 × 400 m | 3 min 04 s 20 |
| 2011  | Championnats d’Europe par équipes | Stockholm | 3e       | 400 m     | 45 s 99       |
| 2011  | Championnats d’Europe par équipes | Stockholm | 5e       | 4 × 400 m | 3 min 05 s 66 |

### Records
| Épreuve    | Performance | Lieu      | Date            |
| ---------- | ----------- | --------- | --------------- |
| 400 mètres | 45 s 38     | Barcelone | 28 juillet 2010 |